# Rob den Besten

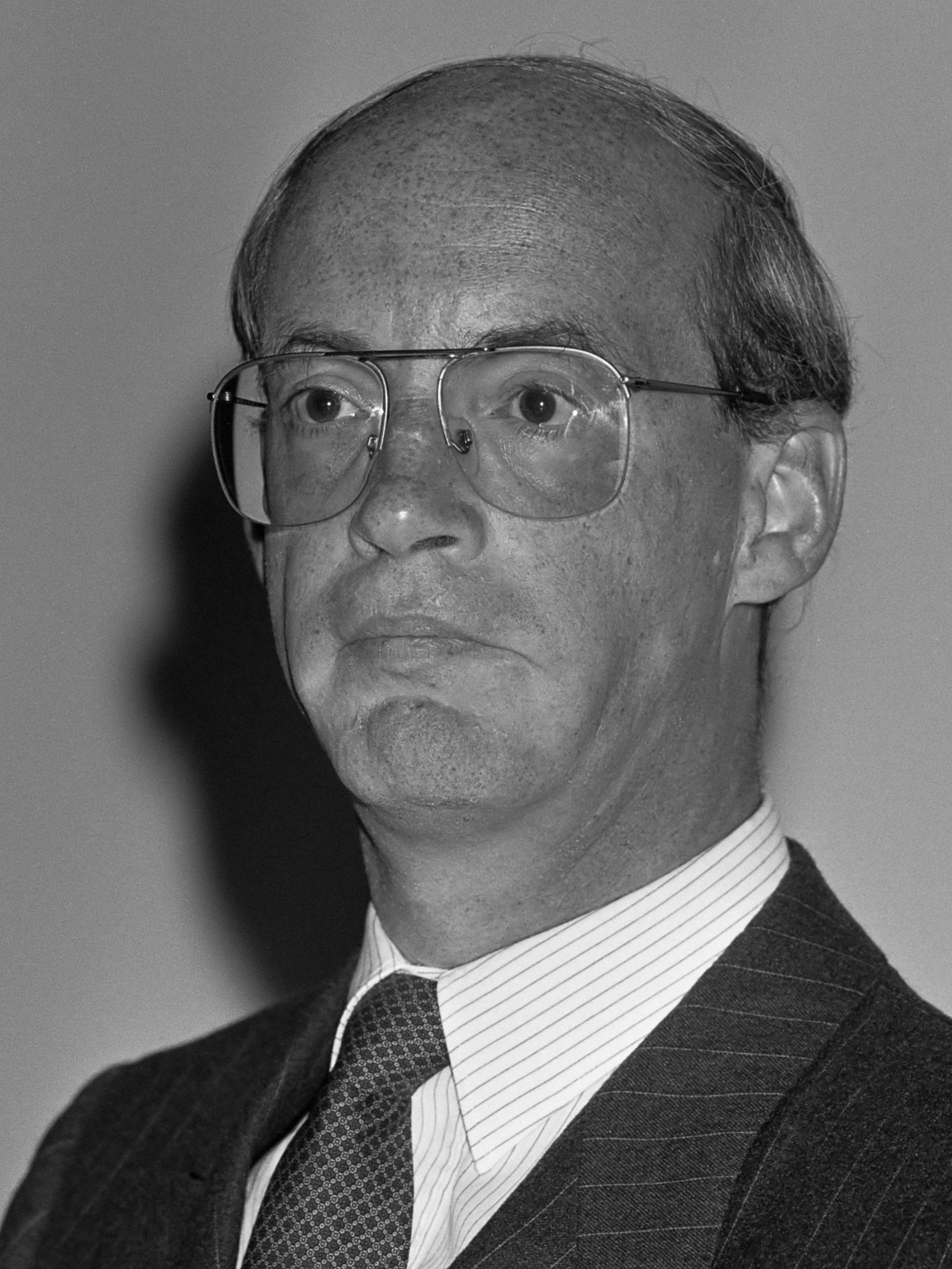
Rob den Besten (1989)

Robert (Rob) den Besten (Rotterdam, 9 december 1940 – Bosch en Duin, 6 maart 2024) was een Nederlands manager en bestuurder. Hij was onder meer president-directeur van de Nederlandse Spoorwegen.

## Levensloop
Hij was zoon van Neeltje (Nel) Keemink en Nico den Besten. Zelf was hij getrouwd met W.M.B. de Poorter.
Den Besten volgde, na de Hogereburgerschool van het Rotterdams Lyceum (1958), aan de Nederlandse Economische Hogeschool in Rotterdam de opleiding Staatkundige economie (1958-1964). Daarna werkte hij in verschillende functies bij het Openbaar Lichaam Rijnmond (hoofd Bureau voor verkeer en vervoer, 1966-1971) en vanaf 1971 tot 1980 bij Koninklijke Hoogovens (hoofd centrale personeelsafdelingen). 
Daarna ging hij aan de slag in diverse functies:
- 1980 - 1984, algemeen directeur RET; hij had in zijn Rijnmondtijd al met de RET te maken; zijn benoeming was niet onomstreden; Burgemeester en wethouders wilden hem als directeur, de medezeggenschapscommissie, directie van RET en selectiecommisie zagen liever D.A. Visser, tot dan adjunct-directeur. [2]
- 1984 - 1989, secretaris-generaal ministerie van Verkeer en Waterstaat onder Neelie Kroes, die hij kende uit zijn studententijd en overleg RET en staat[3]
- 1989 - 1992, president-directeur Schiphol, nadat hij in 1984 al benoemd was tot commissaris bij de KLM
- 1992 - 2000, president-directeur van de Nederlandse Spoorwegen, tussen 1984 en 1989 was hij er al lid van de raad van commissarissen.

In bovenstaande periode bekleedde Den Besten een aantal nevenfuncties: 
- lid van raad van commissarissen Stena Line Holding
- lid van de adviesraad ABN-AMRO
- lid van het college curatoren Nederlands Economisch Instituut
- lid van het bestuur Nederlands Distributieland
- lid van het bestuur Jaarbeurs Utrccht
- lid van de raad van commissarissen Grand Hotel Krasnapolsky.

In zijn levensloop typeerde den Besten zich als saneerder. Bij Verkeer en Waterstaat verdwenen 4000 van de 20.000 arbeidsplaatsen. 400 van de 1800 arbeidsplaatsen verdwenen bij Schiphol.
Den Besten overleed op 6 maart 2024 op 83-jarige leeftijd. Hij was sinds 1987 ridder in de Orde van de Nederlandse Leeuw. 